# Кодру (планина)
Планината Кодру (на румънски: Munţii Codru-Moma) е планински масив в крайния западен участък на Западнорумънските планини (Апусени), в западната част на Румъния. Простира се от северозапад на югоизток на протежение от 50 km и ширина до 25 km между реките Кришул Негру на североизток и Кришул Алб на югозапад (дясна и лява съставящи на Кьорьош). На югоизток седловина висока 632 m я свързва с планината Бихор. Най-високата точка е връх Плешу (1112 m), издигащ се в северозападната ѝ част. Изградена е от пясъчници, варовици, вулканични и кристалинни скали, в които има силно развити карстови форми. От нея водят началото си няколко десетки леви (Сортиш, Теуз) и десни притоци съответна на Кришул Негру и Кришул Алб. Склоновете ѝ са заети от редки дъбови и букови гори, които са силно унищожени.